# 庫季謝 (特盧馬奇區)
48°54′28″N 25°7′9″E / 48.90778°N 25.11917°E
庫季謝（烏克蘭語：Кутище）是烏克蘭西部的村莊，隸屬伊萬諾-弗蘭科夫斯克州的伊萬諾-弗蘭科夫斯克區。該村處於德涅斯特河畔，面積11.77平方公里，2001年人口1,137。